# Business plan
Il business plan, in italiano piano d'affari o piano aziendale sintetizza i contenuti e le caratteristiche di un progetto imprenditoriale (business idea). Viene utilizzato sia per la pianificazione e gestione aziendale che per la comunicazione esterna, in particolare verso potenziali finanziatori o investitori.

## Aspetti generali
La nascita di una nuova attività imprenditoriale (e di qualsiasi progetto aziendale) deve essere sostenuta da uno studio o un'analisi di fattibilità in grado di fornire una serie di dati di natura economico-aziendale, sui quali tracciare linee guida per la costituzione dell'attività.
Per esempio, dato che l'impresa opera in un sistema di vincoli e opportunità, è indispensabile prima di avviarla conoscere i concorrenti e l'area strategica d'affari cui ci si intende rivolgere.
Lo studio di fattibilità si concretizza nella redazione di un documento: il business plan.
Esso è uno strumento utile per valutare in modo consapevole i punti di forza e di debolezza del progetto imprenditoriale. Non deve però essere considerato uno strumento assoluto, ma uno strumento dinamico, adattabile ai cambiamenti che avvengono all'interno o all'esterno dell'impresa.
I business plan possono anche diventare rapidamente obsoleti, ma hanno un altissimo valore se sviluppati e usati correttamente. In pratica, ogni business plan è una sorta di vademecum dell'azienda o della business idea, e deve essere verificato costantemente da ogni imprenditore; deve essere modificato ed aggiornato perché è una previsione basata su dati statistici o stimati, e questi dati sono talvolta difficili da reperire.
Il business plan è il documento fondamentale che esaminano i finanziatori, necessario per accedere ai finanziamenti pubblici agevolati e al credito bancario. Una volta avviata l'impresa, il business plan diviene la guida per la gestione corrente.

## Contenuto
Un business plan da presentare a una finanziaria deve contenere soprattutto:
- Descrizione sommaria del progetto d'investimento ed illustrazione del tipo di impresa che si intende creare.
- Presentazione dell'imprenditore e della gestione, (esperienze pregresse e ruoli nella nuova iniziativa).
- Analisi di mercato, Indicazioni sul mercato, sulle caratteristiche della concorrenza e su fattori critici (punti di forza e punti di debolezza rispetto al mercato). Obiettivi di vendita ed organizzazione commerciale.
- Un piano di marketing, una matrice strategica di posizionamento, un'analisi su redemption della campagna pubblicitaria: anche il miglior prodotto del mondo potrebbe fallire se non se ne comunica l'esistenza.
- Descrizione della fattibilità tecnica del progetto relativamente al processo produttivo, alla necessità di investimenti in impianti, alla disponibilità di manodopera e di servizi quali trasporti, energie, telecomunicazioni, ecc…
- Piano di fattibilità economico-finanziaria, un documento che fornisce una rappresentazione prospettica della situazione economica e finanziaria di un'azienda tramite l'utilizzo di proiezioni finanziarie, tra cui il conto economico, lo stato patrimoniale e il rendiconto finanziario, con l'obiettivo di stimare l'andamento futuro dell'impresa. Le proiezioni finanziarie permettono di prevedere i ricavi e i costi futuri, fornire un'analisi dettagliata degli attivi e delle passività, nonché valutare i flussi di cassa attesi. Il piano deve essere coerente con la strategia aziendale e rappresentare in modo realistico la sostenibilità finanziaria del progetto[2].
- Informazioni sulla redditività attesa dell'investimento e sui fattori di rischio che possono influenzarla negativamente, partendo da ipotesi realistiche e prudenziali.
- Indicazione degli investitori coinvolti e la proposta di partecipazione richiesta alla Finanziaria.
- Sintetica valutazione dell'impatto ambientale del progetto.
- Piano temporale di sviluppo delle attività.

## Struttura
Il business plan si compone di due parti o macro-aree di lavoro: la parte iniziale, descrittiva (talvolta definita qualitativa), e quella successiva, che contiene i dati economico-finanziari (talvolta definita quantitativa).
La parte descrittiva è indispensabile per introdurre il lettore all'esposizione dei dati che avverrà nella seconda parte del piano, oltre alla presentazione dell'impresa o del progetto e alla trasmissione della visione imprenditoriale sottostante, si compone di quelle analisi e studi necessari per una corretta comprensione del mercato, della concorrenza, del prodotto/servizio offerto e del piano strategico e operativo.
La parte economico-finanziaria comprende invece molte aree di analisi di investimento e di bilancio. Il fine è quello di fornire uno strumento che consenta di interpretare i dati raccolti nella prima parte del business plan, disponendoli in una serie di prospetti che guidino il lettore nella valutazione del progetto e che siano al contempo gli strumenti per una presentazione professionale e accurata dello studio.
Il percorso per la realizzazione del business plan è costituito dalle seguenti fasi:
| Capitolo | Fase                                    | Contenuti | Finalità |
| -------- | --------------------------------------- | --- | --- |
| 1        | Descrizione del business e del contesto | Analisi della situazione corrente dell'azienda / progetto, dei prodotti / servizi, del mercato e del settore                                                           | Esplicitare e strutturare l'offerta per aree di business alla luce del contesto del mercato e del settore                                                    |
| 2        | Strategie e posizionamento              | Esposizione delle strategie adottate e del posizionamento nel settore.                                                                                                 | Condivisione chiara e coerente delle strategie aziendali e valutazione del grado di rischio imprenditoriale                                                  |
| 3        | Piano operativo                         | Stesura di una guida su tutte le decisioni in materia di localizzazione, produzione e marketing                                                                        | Tradurre il pensiero strategico e le deliberazioni intraprese in un piano di azione concreto nei tempi e nei modi                                            |
| 4        | Struttura e management                  | Valutazione delle risorse umane, della struttura societaria ed organizzativa con l'assegnazione dei compiti e dei ruoli per il raggiungimento dei risultati prefissati | Comprensione dell'adeguatezza delle risorse disponibili ed analisi per assicurarsi la necessaria forza di lavoro e di know-how interna o esterna all'azienda |
| 5        | Le risorse di finanziamento             | Definizione delle fonti finanziarie che l'imprenditore / manager pensa di attivare per sostenere la crescita o la riorganizzazione della sua attività                  | Individuazione delle fonti di copertura finanziaria |
| 6        | Schemi economico - finanziari           | Redazione delle proiezioni inerenti ai risultati economici e finanziari attesi nel periodo di riferimento                                                              | Valutazione della redditività attesa e del fabbisogno di capitale                                                                                            |

### L'imprenditore e l'idea
La descrizione del progetto imprenditoriale consiste innanzitutto in una dettagliata presentazione dell'attività che si vuole avviare e della motivazione che spinge a farlo. Sarà utile far leva su tali elementi:
- Quali bisogni si vuole soddisfare
- Qual è il mercato in cui si vuole operare
- Quali sono le attitudini personali e le capacità professionali che spingono l'aspirante imprenditore ad entrare in quel determinato settore.
- Eventuali paternità intellettuali (ad esempio brevetti)

### Cosa, dove, come, quando, ma soprattutto perché?

#### Cosa
In questa sezione del piano d'impresa dovrà essere fornita una descrizione di cosa si va ad offrire al mercato, cioè le caratteristiche del prodotto o del servizio che si vuole offrire e a quali clienti potenziali si rivolge.

#### Dove
In questa fase inizia una vera e propria raccolta di informazioni sull'ambiente dove la nuova attività andrà ad operare. Si dovrà quindi fare particolare attenzione al macro-ambiente ed al micro-ambiente. Il macro-ambiente riguarda tutto quello che l'impresa non può controllare direttamente:
- la pubblica amministrazione
- il clima politico
- il clima sociale
- il clima economico
- il clima culturale

Si pensi per esempio alle nuove mode, alle nuove leggi ecc. cioè elementi che indirettamente possono influenzare la vita di un'impresa.
Il micro-ambiente rappresenta in sostanza il campo di battaglia sul quale si cimenterà la nuova impresa. Esso è composto da:
- clienti
- concorrenti
- fornitori
- intermediari commerciali

#### Come
Si dovranno ora prendere decisioni relative all'identità dell'impresa, cioè alla quantità di merce che si vorrà produrre, alla struttura dell'impianto, al livello di redditività del capitale investito. Una volta definiti questi obiettivi bisognerà indicare come si vorrà raggiungerli.

#### Quando
Una pianificazione temporale del business plan consente di programmare quando immettere sul mercato i prodotti o i servizi (ad esempio non ha senso aprire un'attività turistica a stagione iniziata).

### Le previsioni economico finanziarie
L'analisi del progetto dovrà essere ora completata con l'analisi delle previsioni economico-finanziarie relative al progetto imprenditoriale. In questa sezione si va a verificare quanto la business idea sia conveniente, sia cioè sufficientemente remunerativa rispetto alle altre forme di investimento, e se la nuova attività economica abbia solvibilità patrimoniale, solvibilità finanziaria e redditività economica.
- Solvibilità patrimoniale: descrive le capacità dell'impresa di assicurare l'equilibrio tra gli impieghi del capitale (investimenti/attività) e le fonti del finanziamento (capitale proprio o di terzi).
- Solvibilità finanziaria: esprime le propensioni dell'azienda a far fronte in maniera tempestiva e in ogni momento alle proprie obbligazioni finanziarie (pagamento di salari e stipendi ai dipendenti, pagamento delle fatture ai fornitori, pagamento degli interessi passivi ai finanziatori, rimborso dei finanziamenti, remunerazione degli azionisti, ecc.)
- Redditività economica: illustra la convenienza economica del progetto, ovvero la capacità dell'impresa di generare il reddito necessario a remunerare gli investimenti effettuati dall'imprenditore in modo più conveniente rispetto ad altri tipi di investimento (per esempio l'acquisto di titoli e\o di beni mobili o immobili).

Attraverso tale valutazione l'imprenditore deve: definire i capitali necessari per avviare l'impresa (piano degli investimenti), individuare le fonti di finanziamento (fonti di copertura), valutare i profitti dei primi anni di vita (conto economico previsionale), valutare la situazione patrimoniale dell'impresa nei suoi primi anni di vita (stato patrimoniale preventivo).
Questa parte del business plan è la più importante per chi deve finanziare l'impresa.
La previsione dei ricavi avviene tramite ricerche di mercato convalidate, e analizza il "Risk Margin" cioè una percentuale grazie alla quale ridurre i rischi futuri. Maggiori sono le incertezze del business (innovatività, leggi che potrebbero cambiare, ecc.) più è auspicabile aumentare il margine di rischio.

## Punti critici nella pianificazione

### Forma e contenuti
Alcune semplici regole di redazione:
- uno stile semplice ed essenziale
- un dosato impiego di diagrammi e tabelle
- rimandare in allegato documenti che descrivono in modo esteso alcuni aspetti (in genere tecnici), sempre che la loro presenza sia ritenuta fondamentale
- esplicitare sempre le ipotesi su cui si fonda il piano
- coinvolgimento diretto di imprenditore/manager
- contenere informazioni veritiere, accurate ed utili

### Focalizzazione
Dopo aver tracciato il profilo dell'azienda o dei promotori dell'investimento, si passa a descrivere l'offerta alla base dell'idea di business.
Occorre tuttavia associare i prodotti/servizi al target cui gli stessi sono indirizzati.
Con il vantaggio di considerare l'offerta come strumento di soddisfazione di un bisogno di mercato. Oltre a evitare una defocalizzazione della propria azione imprenditoriale, nel comune errore di considerare la propria offerta valida “per tutte le stagioni”. In altri termini, attrattiva per molti consumatori con caratteristiche e bisogni differenti tra loro.

### Aree di interesse
Il piano deve essere sviluppato nelle sue parti non solo tenendo conto delle richieste informative del destinatario ma anche delle finalità perseguite dalla pianificazione, quali:
- Fattibilità investimento
- Richiesta di finanziamento
- Analisi di mercato
- Valutazione di azienda
- Pianificazione strategica
- Budgeting
- Pianificazione operativa

### Calcoli
Occorre, prima di introdurre il lettore ai calcoli, comporre la lista delle principali assunzioni che sono state decise per la proiezione dei risultati economico-finanziari.
In realtà, ogni singolo calcolo parte da una ipotesi; il fine tuttavia non è quello di elencare minuziosamente tutte le assunzioni contenute nel piano, ma di evidenziare semplicemente quelle principali, che rivestono cioè un impatto significativo nei numeri.

### Stima delle vendite
È possibile redigere dei piani commerciali e di investimento attraverso un approccio strutturato, basato su due variabili: le tecniche di indagine e i livelli di analisi. La previsione delle vendite è un passaggio infatti estremamente critico nella redazione di un business plan, dai cui esiti dipende l'intera validità delle previsioni anche di spesa e di investimento.

### Verifiche dibreak-even point
Disponendo di tutti i calcoli previsionali relativi all'andamento atteso dell'attività, è possibile determinare in modo esatto il punto di pareggio operativo che l'azienda dovrebbe raggiungere in base alle stime di fatturato e di conto economico, ossia il break-even operativo (o anche break-even point delle vendite), che rappresenta il punto di equilibrio tra costi e ricavi totali, espresso in termini di volume di vendita.
Il calcolo del punto di pareggio è molto semplice nel caso di azienda mono-prodotto. Nel caso l'impresa produca più prodotti, situazione tra l'altro ricorrente, il calcolo teorico del punto di pareggio diviene operazione più complessa.

### Analisi della sensitività
L'analisi di sensitività è quella tecnica manageriale che cerca di individuare le variabili critiche alla performance reddituale o finanziaria di un progetto.
Lo scopo è quello di costruire più scenari economici assegnando a queste variabili valori di massima e di minima al fine di verificare lo scostamento nella performance imprenditoriale indotta da tali cambiamenti.
Si indaga così la sensibilità del business al variare di alcune ipotesi di calcolo, e dunque, indirettamente, l'attendibilità (o rischiosità) dei risultati economico-finanziari esposti.
Inoltre, è utile che l'individuazione delle variabili critiche anteceda la costruzione di fogli elettronici di calcolo, affinché il management abbia a disposizione una visione organica di queste ipotesi di base.

### Inflazione-tasso di sconto
Occorre prestare attenzione a questa variabile esogena all'indagine. L'inflazione, se nelle economie a basso tasso di crescita dei prezzi è un fattore che può essere non considerato (specificando che i valori espressi sono nominali) anche perché è parzialmente neutralizzato dalla contrapposizione tra entrate e uscite monetarie, nelle economie dove invece l'inflazione ha valori rilevanti occorre prestare molta attenzione alla sua corretta applicazione nei calcoli previsionali.

### Valutazione del credito
La valutazione del credito è un processo volto a valutare la solidità finanziaria e la resilienza operativa di un'azienda per valutarne la capacità di far fronte ai propri obblighi finanziari. Questo tipo di analisi non si limita a un semplice esercizio tecnico, ma rappresenta una valutazione complessiva della stabilità economica e della resilienza operativa di un'impresa.
Un'analisi del credito accurata consente di identificare aziende finanziariamente solide, individuare potenziali rischi e prendere decisioni basate su dati concreti. Al contrario, un'analisi insufficiente, come durante la crisi finanziaria del 2008, può comportare investimenti errati, insolvenze o opportunità mancate.
L'analisi del credito si basa generalmente su indicatori di liquidità e solidità finanziaria, ottenuti dal confronto di diverse metriche aziendali. Tra le principali fonti di informazione figurano il conto economico, lo stato patrimoniale e il rendiconto finanziario, che permettono di valutare la sostenibilità economica di un'impresa o di un investimento.

## Nuove frontiere
Nel corso del tempo, i risultati oggettivi necessari per la redazione di un business plan sono diventati sempre più numerosi e complessi. Le soluzioni fino ad ora proposte per la redazione di un business plan prevedevano l'utilizzo di fogli di calcolo o di sistemi CPM (Corporate Performance Management). Tali soluzioni se da un lato consentono di effettuare qualunque calcolo presentano tuttavia diversi problemi di fondo tra cui, per citarne alcuni, l'estrema complessità che può assumere il calcolo e l'impossibilità di risalire in maniera precisa a cosa ha determinato un particolare risultato (per fare un esempio si pensi alla complessità di determinare da dove deriva un'uscita di cassa relativa anche ad una semplice imposta frutto di budget di fatturato attivo e passivo, di compensazioni con altre imposte, di porzioni indeducibili ecc.).
Per questo, al fine della redazione del business plan (in particolare della parte quantitativa o numerica), è stato ideato un nuovo sistema che prevede un passaggio intermedio che da ipotesi di fatturato e di spese redige una contabilità previsionale (in partita doppia) da cui è possibile ottenere tutti gli indicatori economici e finanziari ottenibili da una contabilità standard (contabilità a consuntivo).